# Gaetano Martoriello

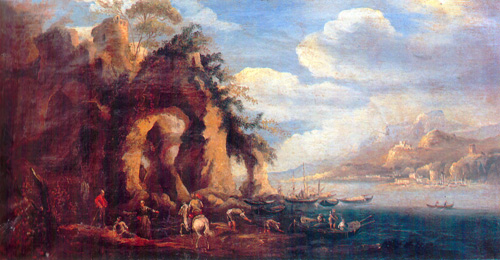
Gaetano Martoriello, Paesaggio con figure, olio su tela, 60X 120 cm

Gaetano Martoriello (Napoli, 1673 – Napoli, 1723) è stato un pittore italiano del periodo rococò.

## Biografia
Allievo di Giacomo del Pò, fu dallo stesso maestro messo a bottega da Nicola Massaro. Fu particolarmente attivo nella città di Napoli. Dipinse molte vedute marine e paesaggi. Lo stesso Luigi Lanzi lo definì:
(Luigi Lanzi, Storia pittorica dell'Italia dal risorgimento delle belle arti in fino al secolo XVIII)
Mentre Bernardo De Dominici, nelle sue Vite de' pittori, scultori ed architetti napoletani parla più del suo carattere burlesco e del vizio del gioco:
(Bernardo De Dominici, Vite de' pittori, scultori ed architetti napoletani)
Ma sempre lo stesso biografo descrive il suo carattere invidioso e avido, e informa di varie polemiche che lo videro protagonista, come ad esempio con il suo maestro Giacomo del Pò che aveva preferito raccomandare, per una decorazione, il suo condiscepolo Bernardo De Dominici. Ma lo stesso biografo non smette di elogiare i Belli sassi e'l vago colore del Martoriello.
Vedendo la vita sconclusionata di Martoriello e la sua poca condotta nello studio, scriveː La perfezione di ciocché gli mancava, ma vedendo che colui volea far a suo modo, Francesco Solimena, presso il quale il pittore lavorò, ebbe a dire di lui:

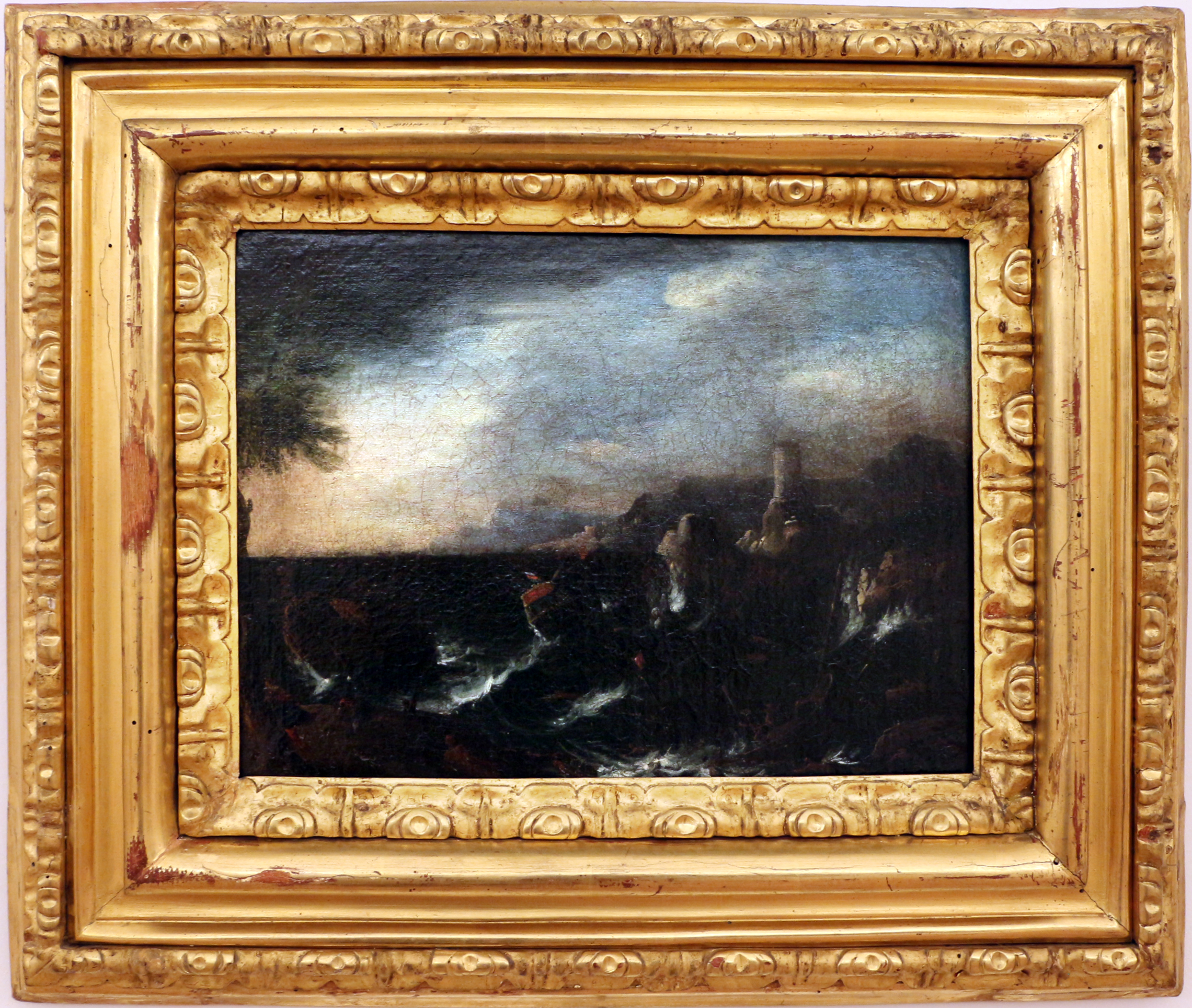
Gaetano Martoriello, Tempesta, 1700-20 circa, Museo nazionale d'arte medievale e moderna della Basilicata

Tutti i critici sono concordi sulla data di morte del Martoriello, nel 1723, all'età di cinquant'anni. Filippo de Boni nella sua Biografia degli artisti, indica anche il motivo della morte: abusò de' gelati che gli cagionarono una dissenteria, per la quale dovette soccombere.

## Opere
I suoi paesaggi e le marine furono acquistati da nobili partenopei per decorare le stanze dei palazzi. In primis gli stessi Borbone vollero due sue marine per Palazzo Reale. Altre sue opere si trovano in collezioni private e di difficile individuazione, poche nei musei ma alcuni suoi paesaggi sono al Museo nazionale d'arte medievale e moderna della Basilicata di Matera (Palazzo Lanfranchi), e al Museo Nazionale di San Martino di Napoli. All'Accademia Carrara di Bergamo si trova una sua tela con l'Esodo degli Ebrei dall'Egitto. La Galleria dell'Accademia di belle arti di Napoli possiede la tela Paesaggio con pastori e ninfe, con figure di mano di un altro pittore.
Fra i suoi allievi, Michele Pagano seguì la sua strada divenendo un paesaggista e pittore di marine. Sia Pagano che Martoriello sentirono forte l'influsso di Salvator Rosa.